# Catadelphus semiruber
Catadelphus semiruber là một loài tò vò trong họ Ichneumonidae.